# Śaivasiddhānta

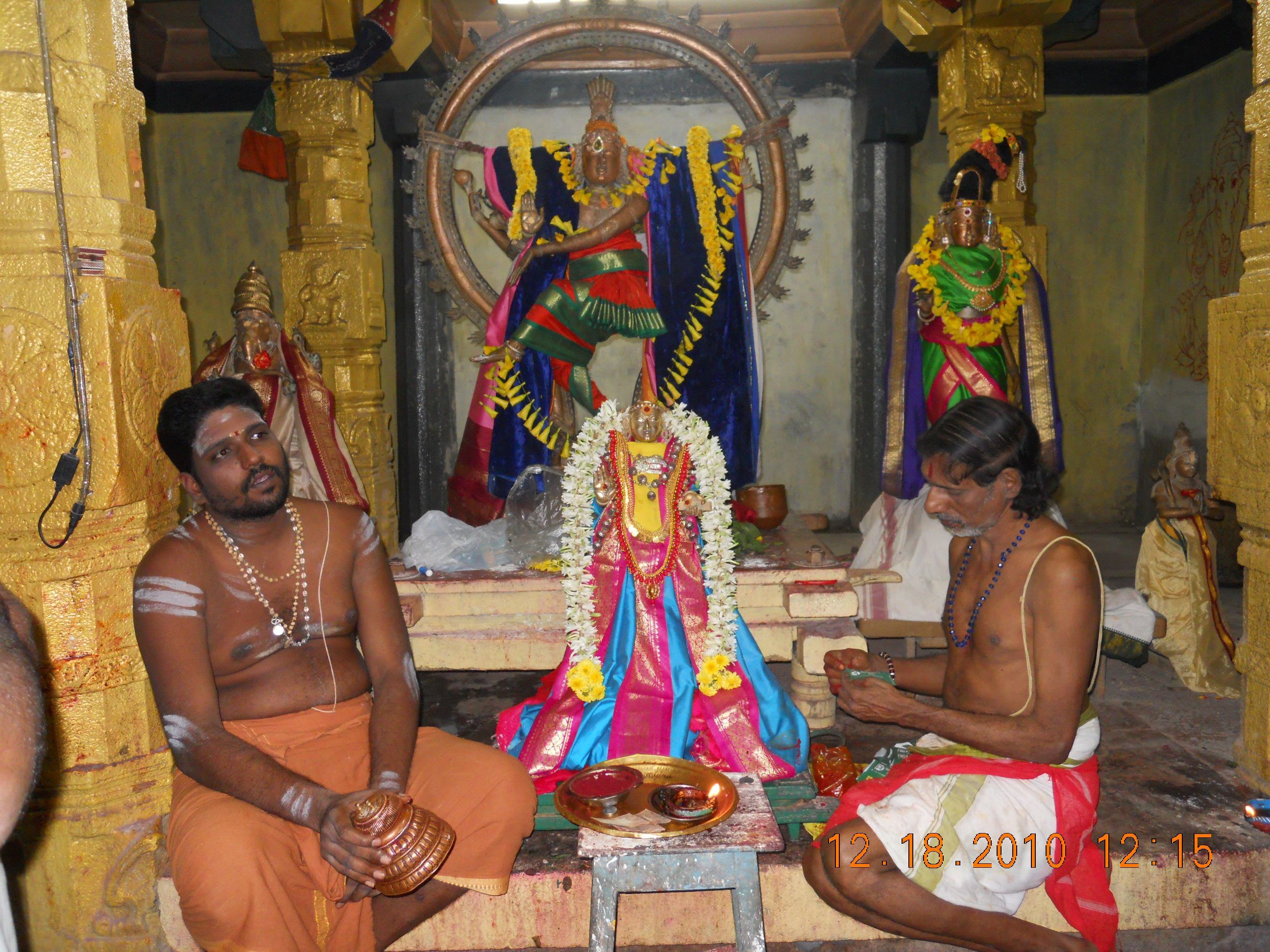
Officianti presso il tempio di Ekambareswarar, Kanchipuram, India, stato di Tamil Nadu, 2010. Śiva è qui rappresentato come Re della danza, Naṭarāja; ai suoi lati i figli Gaṇeśa e Murugaṇ, in primo piano Pārvatī, Sua consorte.

Lo Śaivasiddhānta (lingua tamil: சைவ சித்தாந்தம்) è una tradizione religiosa śaiva originaria della regione del Kashmir e attualmente fiorente principalmente nel sud dell'India e nello Sri Lanka. Sistema teologico dualista, lo Śaivasiddhānta è caratterizzato da un forte aspetto devozionale e costituisce attualmente una delle maggiori correnti religiose shivaite.

## Storia
Della forma originaria dello Śaivasiddhānta non si sa molto. Di certo ebbe origine nello stato del Kashmir, nell'India settentrionale, ed era caratterizzato dal rituale e dall'uso dei mantra, più che dalla bhakti ("devozione"). Col diffondersi di altre tradizioni, le tradizioni tantriche moniste (IX-XII sec.), e con l'invasione musulmana poi (XII sec.), lo Śaivasiddhānta finì per scomparire del tutto da quella regione. Nel contempo la dottrina si era però già diffusa anche in altre parti del subcontinente indiano, e in particolare nelle regioni meridionali, dove aveva preso nuova vita fondendosi con le correnti religiose devozionali locali. Fu in particolare nello stato del Tamil Nadu che lo Śaivasiddhānta si espanse notevolmente, anche grazie all'appoggio delle dinastie reali.
Questo contesto religioso locale aveva espressione in forme poetiche molto sentite dal popolo, che così manifestava la propria fede verso Dio, Śiva. Gli inni mettono in risalto un legame ben diretto e personale col Signore, il devoto si dichiara pronto anche a infrangere le barriere sociali e abbandonare ogni interesse al fine di poter esprimere il proprio amore per la divinità e ricevere la Sua grazia. Autori di questi inni devozionali sono i 33 nāyaṉār, personaggi considerati santi. Questa componente finì per sovrastare le altre forme di espressione religiosa del movimento, e ancor oggi costituisce un elemento peculiare dello Śaivasiddhānta.
Nei numerosissimi templi del Tamil Nadu e regioni limitrofe, tutt'oggi sono i discendenti di cinque famiglie brahmaniche, gli ādi-śaiva, a officiare i culti e tutelare lo Śaivasiddhānta in India e nell'estero.

## Teologia
Lo Śaivasiddhānta contempla tre categorie ontologiche: 
- Pati, il Signore, qui identificato con il Dio Śiva, rappresentato e venerato in molti dei suoi aspetti.
- Paśu, l'individuo, lett. "bestia"[2], in senso esteso "anima".
- Pāśa, l'universo, lett. "legame", il sostrato materiale e mentale che accoglie e lega le anime a Dio.

Il Signore (pati) e le singole anime (paśu) sono dunque eternamente distinte. Il Signore, nella forma di Sadaśiva, causa efficiente dell'universo, compie le cinque azioni fondamentali: emana l'universo (e quindi il legame, pāśa), lo conserva, lo riassorbe, si cela e si rivela per mezzo della grazia.
Come per molte altre tradizioni religiose indiane, anche qui il fine soteriologico è la liberazione (mokṣa) dal ciclo delle reincarnazioni (saṃsāra). Tale liberazione può avvenire soltanto con la morte, evento che potrà rendere l'anima libera dalle sofferenze della vita. Per conseguire questo stato finale, al devoto è mostrato un percorso spirituale denso di iniziazioni, riti e osservanze religiose. Questo cammino, aperto a tutte le caste, è riservato soltanto a maschi adulti e non affetti da handicap; le mogli però, tramite i mariti, ne usufruiscono in modo indiretto. Fattori determinanti per la liberazione non sono però soltanto l'osservanza e la devozione, ma anche e soprattutto l'intervento divino: è sempre il Signore che, in virtù della propria grazia, concede o meno la liberazione, accogliendo così, alla morte, l'anima accanto a Sé. Prima di diventare un liberato, il praticante passa attraverso tre stadi: il primo consiste nella dipendenza dalle facoltà sensorie e quindi dal vincolo delle azioni compiute; nel secondo stadio gli organi verranno annientati alla fine del periodo cosmico in cui il praticante vive; nel terzo la coscienza del praticante si è liberata dai vincoli con le funzioni e facoltà umane.
Si può considerare lo Śaivasiddhānta un tantrismo moderato, non essendo contemplate né pratiche trasgressive né divinità terrifiche. La śakti, l'energia divina che opera nell'universo, causa materiale, non è tanto vista come divinità, ma come māyā, forza animatrice del mondo nel quale l'individuo vive o illusoria proiezione soggettiva del mondo. Come nelle altre tradizioni tantriche, sono previste iniziazioni (dīkṣā) e pratiche che prevedono l'uso dei mantra, pur restando l'aspetto devozionale, la bhakti, quello preponderante.

## I testi
I testi canonici dello Śaivasiddhānta sono innanzitutto i Veda, a significare più che altro un'accettazione, di fatto soltanto formale, delle tradizioni religiose vediche (cosa che invece non avviene per i movimenti religiosi tantrici dello shivaismo kashmiro, che non riconoscono affatto l'autorità dei Veda); poi i 28 MulaĀgama, cioè i dualisti (detti dvaita, in numero di 10, che la tradizione vuole rivelati da Sadaśiva medesimo) e i dualisti/non-dualisti (detti dvaitādvaita, in numero di 18); i 12 libri del canone śaiva tamil, i Tirumurai; infine gli Śaivasiddhānta śāstra.
I Tirumurai, composti fra VI e il XII secolo, sono un vasto insieme eterogeneo di opere, per lo più poesie, inni, preghiere e canti devozionali. Fra gli autori maggiori si ricordano Appar, Campantar, Cuntarar e Māṇikkavācakar (IX sec.). Composti dunque in buona parte nel periodo della dinastia Chola, questi testi fanno anche da sfondo a una politica sacralizzata: in quei secoli lo shivaismo godeva infatti del patrocinio reale.